# 尾陽神社
尾陽神社（びようじんじゃ）は、愛知県名古屋市昭和区御器所に鎮座する神社。

## 由緒
明治時代になって旧尾張藩士の請願によって名古屋東照宮に合祀されていた徳川義直（初代尾張藩主）と徳川慶勝（14代・17代）を祀るための神社として、名古屋開府300年記念事業に合わせて旧藩士による戴恩会が結成され、1910年（明治44年）に創建。1922年（大正11年）6月30日に県社に列せられたのち、大正13年10月28日に遷座された。
神社の資料では別格官幣社に昇格の内示があったものの、太平洋戦争の勃発があったため昇格は叶わなかったとしている。当初造られた社殿は神明造であったが1945年（昭和20年）の名古屋大空襲により焼失し、現在の社殿は1970年（昭和45年）に再建されたものである。
1949年（昭和24年）に天照大御神を主祭神として合祀。また、1973年（昭和48年）には徳川家本邸の栄世稲荷神社を、1976年（昭和51年）には大神神社の摂社である久延彦神社の分霊を受けて摂社として祀っている。なお、久延彦神社の社殿は枚方市にある山田神社から贈られたもので、元々は約200年前に春日大社の本殿として使われていたものであるという。

## 祭神
- 天照大御神
- 徳川義直命
- 徳川慶勝命

### 境内社

#### 摂社
- 栄世稲荷神社
  - 祭神：稲荷神
- 久延彦神社
  - 祭神：久延彦命

#### 末社
- 龍神神社
- 秋葉神社
  - 祭神：火之迦具土大神

## 神宝
- 刀
  - 1863年（文久3年）、徳川慶勝公が朝廷より将軍補翼に任じられた際、孝明天皇より拝領したもの。

## 御器所西城
御器所西城（ごきそにしじょう）は現在、神社がある付近に在った平山城である。

### 概要
比高差10メートルの丘に建てられた。現在の社地は嘉吉年間（1441年-1443年）に佐久間美作守（佐久間家勝とも言われる）が築いた御器所西城の跡地と伝わる。
なお、創建当時は空堀と土塁の一部が残っていたというが、2009年（平成21年）現在では周辺の開発も進んでおり痕跡を確認出来ない。神社の西側から北側にかけて石垣があるがこれは近年の神社整備によって造られたもの。本殿の背後（北側）にわずかに残る崖状の地形が、城があった当時の様相を伝えるのみである。

### 歴史
佐久間盛次の代になると織田信長に仕えた。子の佐久間盛政は柴田勝家の甥であったので天正11年（1583年）の賤ヶ岳の戦いでは勝家の軍勢に属した。この戦いで盛政は討死し、廃城になった。

## アクセス

### 自家用車
- 名古屋市道堀田高岳線 白金一丁目交差点を東進、約400m（駐車台数不明）

### 公共交通機関
- 名古屋市営地下鉄鶴舞線 荒畑駅から南西へ約700m
- 名古屋市営バス「東郊通3丁目」バス停から東へ約300m（金山26号系統、昭和巡回系統）